# Onobrychis plantago
Onobrychis plantago är en ärtväxtart som beskrevs av Joseph Friedrich Nicolaus Bornmüller. Onobrychis plantago ingår i släktet esparsetter, och familjen ärtväxter. Inga underarter finns listade i Catalogue of Life.